# Brachyotum campii
Brachyotum campii är en tvåhjärtbladig växtart som beskrevs av John Julius Wurdack. Brachyotum campii ingår i släktet Brachyotum och familjen Melastomataceae. IUCN kategoriserar arten globalt som nära hotad.
Artens utbredningsområde är Ecuador. Inga underarter finns listade i Catalogue of Life.